# アリランの歌
アリランの歌（アリランのうた、英語: Song of Ariran、中国語: 我離郎之歌、朝鮮語: 아리랑）は、アメリカ人ジャーナリストのヘレン・スノー（ニム・ウェールズ）によるルポルタージュである。1941年に出版された。
スノーは1930年代に中国に滞在していたが、夫エドガー・スノーの誘いで、1937年に中国共産党の当時の活動拠点だった延安に入り、日本からの独立を目指して戦う朝鮮人を取材した。本書では、1930年代の朝鮮独立運動と中国共産党運動の歴史を、金山と名乗る朝鮮人の共産主義者（本名 張志楽、1905年 - 1938年）へのインタビューを元に記述したその半生を通して描いている。

## 影響
1984年に韓国で、本書の韓国語訳が出版された。当時の韓国では、1979年の軍事クーデターや1980年の光州事件を契機に、学生を中心とする民主化運動が過激化していた。学生や労働運動家などの社会活動家たちは、本や冊子から深い影響を受けて急進化していったが、本書の韓国語訳は、そのような1980年代の韓国における重要な教科書の一つであった。韓国語訳は1993年と2000年にペーパーバックの新版が、2005年には同じ韓国の出版社からハードカバーの新版が出版され、2010年代においても韓国の読者に読まれている。

## 関連図書
- ニム・ウェールズ『アリランの歌 ある朝鮮人革命家の生涯』 松平いを子訳、岩波文庫、1987年
- 『「アリランの歌」覚書―キム・サンとニム・ウェールズ』 李恢成、水野直樹編著、岩波書店、1991年